# Timmendorfer Strand
Timmendorfer Strand er en by og kommune i det nordlige Tyskland, beliggende under Kreis Østholsten i delstaten Slesvig-Holsten.

## Geografi
Kommunen Timmendorfer Strand ligger 15 kilometer nord for Lübeck ved kysten til Østersøen. Nabokommuner er Scharbeutz mod nord, Ratekau mod syd og vest, og Lübeck – med bydelen Travemünde – mod øst. Stranden ved Lübeck Bugt er 6,5 kilometer lang. Landskabet omkring Timmendorfer Strand er et morænelandskab fra sidte istid. Hemmelsdorfer See er en tidligere fjord der er blevet afskåret fra Østersøen. I kommunen ligger det laveste punkt i Tyskland, som er 43  meter under havets overflade.
I kommunen ligger ud over hovedbyen, landsbyerne Groß Timmendorf, Hemmelsdorf og Niendorf samt bebyggelserne Oeverdiek, Hainholz og Nothweg.